# Tom Egeland
Tom Egeland (født 8. juli 1959) er en norsk forfatter. Han har blandt andet skrevet Cirklens ende, Pagtens vogtere og Lucifers evangelium, der er oversat til dansk. Han har i alt skrevet 9 romaner. Hans danske forlag er Turbine.

## Cirklens ende
Cirklens ende handler om arkæologen Bjørn Beltø, som er albino og kontrollant ved en udgravning. Hans overordnede stjæler et skrin, som Bjørn så stjæler tilbage. Derefter skal han vidt omkring for at finde ud af, hvad der er i skrinet. 

## Pagtens vogtere
Igen er det Bjørn Beltø det handler om. Men i Pagtens vogtere bliver et gammelt manuskript fundet på Island. Denne gang skal Bjørn nu lede efter pergamenter, kodetekster og runer. Men en arabisk samler vil også have fat i manuskriptet og sender en flok mordere af sted for at få fat i manuskriptet. 